# 1296 Andrée
Az 1296 Andree (ideiglenes jelöléssel 1933 WE) a Naprendszer kisbolygóövében található aszteroida. Louis Boyer fedezte fel 1933. november 25-én, Algírban.